# Jake Weber

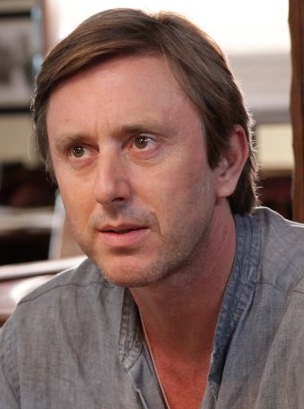
Jake Weber

Jake T. Weber (Londen, 12 maart 1963) is een Engels acteur.

## Biografie
Weber werd geboren in Londen, en zijn vader is van Deense en Engelse afkomst en zijn moeder is van Sefardisch Joodse en Engelse afkomst. Weber doorliep de middelbare school aan de Summerhill School in Leiston, hierna ging hij naar Amerika om te studeren aan de Middlebury College in Addison County waar hij in 1986 zijn bachelor of arts haalde in Engelse literatuur en politicologie. Van 1986 tot en met 1990 heeft hij het acteren geleerd aan de Juilliard School in New York en ook aan de Moskous Kunsttheater in Moskou. 
Weber was van 1995 tot en met 2002 getrouwd, en in 2003 trouwde hij opnieuw waaruit hij een zoon heeft. In 2011 ging het paar uiteen. In 2017 trouwde hij met zijn nieuwe vriendin. 

## Filmografie

### Films
Selectie:
- 2021 Those Who Wish Me Dead - als Owen
- 2019 Midway - als Raymond Spruance
- 2014 Learning to Drive - als Ted
- 2014 Hungry Hearts - als dr. Bill
- 2013 White House Down – als agent Hope
- 2008 The Haunting of Molly Hartley – als Robert Hartley
- 2004 Dawn of the Dead – als Michael
- 2000 The Cell – als Gordon Ramsey
- 2000 U-571 – als luitenant Hirsch
- 1999 Cherry – als Dr. Beverly Kirk
- 1999 In Too Deep – als Daniel Connelly
- 1999 Pushing Tin – als Barry Plotkin
- 1998 Meet Joe Black – als Drew
- 1993 The Pelican Brief – als Curtis Morgan / Garcia
- 1992 A Stranger Among Us – als Yaakov Klausman
- 1989 Born on the Fourth of July – als vriend van Donny

### Televisieseries
Uitgezonderd eenmalige gastrollen.
- 2022 Departure - als Joe Turner - 4 afl.
- 2020-2021 Star Trek: Discovery - als Zareh - 3 afl.
- 2018-2019 13 Reasons Why - als Barry Walker - 7 afl.
- 2017-2018 Homeland - als Brett O'Keefe - 11 afl.
- 2015-2016 Secrets and Lies - als dr. Ethan Barrett - 3 afl.
- 2014-2016 Hell on Wheels - als John Campbell - 15 afl.
- 2015 Tyrant - als Jimmy Timmons - 8 afl.
- 2014 The Following - als Micah - 3 afl.
- 2005-2011 Medium – als Joe Dubois – 130 afl.
- 2001-2002 The Mind of the Married Man – als Jake Berman – 20 afl.
- 2001 The $treet – als Pete Deaborn – 2 afl.
- 1997 Liberty! The American Revolution – als Virginia Officer – 6 afl.
- 1995-1996 American Gothic – als dr. Matt Crower – 15 afl.
- 1994-1995 Something Wilder – als Richie Wainwright – 15 afl.

- Bibliothèque nationale de France: cb142382663 (data)
- CiNii: DA18728974
- Gemeinsame Normdatei: 1061870405
- International Standard Name Identifier: 0000 0001 1438 3573
- Library of Congress Control Number: no2001092700
- MusicBrainz: fd09dff0-2c55-45b9-a5fa-693ef9235b68
- Nationale Bibliotheek van Israël: 987009445063105171
- Nederlandse Thesaurus van Auteursnamen: 362940754
- Système universitaire de documentation: 120285738
- Virtual International Authority File: 14985066
- WorldCat: E39PBJkmY3DYkhK8FkCmQ44cyd